# Ниязлиев, Батыр Гурбанмырадович
Батыр Гурбанмырадович Ниязлиев (туркм. Batyr Gurbanmyradowiç Niýazlyýew) — туркменский дипломат. Чрезвычайный и полномочный посол (2014).

## Биография

### Карьера
- С 21 августа 2014 по 8 января 2016 года — чрезвычайный и полномочный посол Туркменистана в Кыргызстане[2][3].
- С 8 января 2016 по 14 октября 2016 года — заместитель министра иностранных дел Туркменистана по работе с международными организациями[4].
- С 14 октября 2016 по 10 ноября 2023 года — чрезвычайный и полномочный посол Туркменистана в России[5]. 9 ноября 2016 года вручил верительные грамоты Президенту России Владимиру Путину[6].
- С 27 мая 2017 по 10 ноября 2023 года — чрезвычайный и полномочный посол Туркменистана в Словении по совместительству[7].
- С 25 августа 2017 по 10 ноября 2023 года — чрезвычайный и полномочный посол Туркменистана в Сербии по совместительству[8].
- С 30 ноября 2017 по 10 ноября 2023 года — чрезвычайный и полномочный посол Туркменистана в Болгарии по совместительству[9].

13 февраля 2020 года Ниязлиев принял участие в установлении дипломатических отношений между Туркменистаном и Гренадой. 21 мая 2021 года участвовал в установлении дипломатических отношений с Республикой Конго.
10 ноября 2023 года был освобождён от должности посла Туркменистана в России в связи с переходом на другую работу.

## Дипломатический ранг
- Чрезвычайный и полномочный посол (21 августа 2014)[1]

## Награды
- Медаль «Махтумкули Фраги» (20 октября 2014)[13]
- Медаль «Независимый, Постоянно Нейтральный Туркменистан» (2 декабря 2015)[14]
- Медаль «25 лет Нейтралитета Туркменистана» (14 декабря 2020)[15]
- Медаль «30 лет Независимости Туркменистана» (25 сентября 2021)[16]